# Saugatuck River Bridge
Die Saugatuck River Bridge ist eine Brücke in Westport im US-Bundesstaat Connecticut und führt Route 136 über den Saugatuck River. Die 1884 erbaute Brücke ist die älteste noch bestehende bewegliche Brücke in Connecticut und ist seit dem 12. Februar 1987 als Konstruktion im National Register of Historic Places eingetragen. Die Gesamtlänge der Brücke beträgt 87,5 m und die Breite beläuft sich auf 6,1 m. Die lichte Höhe unter der Brücke beträgt mindestens 2,1 m. Täglich fahren etwa 15.700 Fahrzeuge über die Brücke. Im Jahr 2007 wurde die Brücke in William F. Cribari Memorial Bridge umbenannt. Eine ähnliche, ebenfalls in Connecticut gelegene Brücke ist die East Haddam Bridge.

## Geschichte
1746 wurde in der Nähe von Westport eine Fähre eingerichtet, um den Verkehr über den Saugatuck River zu setzen. Diese wurde um 1807 durch die erste Brücke ersetzt, als der Connecticut Turnpike eingerichtet wurde. 1857 war die Notwendigkeit für einen Neubau dringend geworden, und die Stadt gab 22.500 US-Dollar (in heutigen Preisen rund 462.000 US-Dollar) aus, um 1869 an dieser Stelle eine hölzerne Brücke zu bauen.:6 Innerhalb der zehn Jahre, in denen die Baukosten abbezahlt wurden, hatten Holzwürmer das Bauwerk fast unpassierbar gemacht, sodass Westport eine weitere Brücke über den Fluss bauen musste. Fünf Jahre später vergab die Stadt an die Union Bridge Company aus Buffalo, New York den Auftrag, eine Brücke aus Schmiedeeisen zu bauen. Die Union Bridge Company war die einzige Baufirma, die ein Angebot abgegeben hatte.:3 Die neue Brücke kostete 26.700 US-Dollar (1884, in heutigen Preisen 761.000 US-Dollar), hinzu kamen die Kosten für den Abriss der vom Holzwurm befallenen Brücke von 1869.:6 Die Brücke ist die älteste noch bestehende bewegliche Brücke in Connecticut. Sie erlaubt die Durchfahrt von Schiffen, was zur damaligen Zeit für die Wirtschaft in der Region bedeutend war. Die Brücke besteht aus einer 44 m langen festen Spanne auf der Ostseite und einer beweglichen Spanne. Beide Spannen bestehen aus einer vernieteten Pratt-Trägerkonstruktion aus Schmiedeeisen.
Die Brücke wurde am 12. Februar 1987 in das National Register of Historic Places aufgenommen. In der Nominierung für den Eintrag heißt es:

„[Die] Saugatuck River Bridge ist auf nationaler Ebene als seltenes noch bestehendes Beispiel der ersten Generation beweglicher eiserner Brücken bedeutend. … Das Unternehmen, das sie gebaut hat, die Union Bridge Company aus Buffalo, New York, war ein führender, wenn auch nur kurz existierender Pionier bei der Konstruktion von Drehbrücken; ihre Spannen folgten den Entwürfen des Unternehmensdirektors Charles Kellogg und dessen Sohn Charles H. Kellogg. Die Brücke ist auch bedeutend in der Geschichte von Westport, weil sie die wichtige Rolle des Seehandels (insbesondere die Verschiffung von Zwiebeln) für die Wirtschaft der Stadt im 19. Jahrhundert illustriert…, eine Rolle von so ausreichender Wichtigkeit, dass die Stadt den zusätzlichen Aufwand und die Kosten des Baues einer beweglichen Brücke auf sich nahm, um den Verkehr auf dem Wasser nicht zu behindern.:6“